# Joel Kellman
Joel Kellman, född 25 maj 1994 i Karlskrona, är en svensk professionell ishockeyspelare som spelar för Färjestad BK i SHL. Kellman fick sitt stora genombrott säsongen 2014/2015 då han var med och avancerade med Karlskrona HK till SHL.  Han stannade i klubben ytterligare tre säsonger. 2018 värvades han till Brynäs IF. 